# Kamer van volksvertegenwoordigers (samenstelling 1988-1991)
De lijst van leden van de Belgische Kamer van volksvertegenwoordigers van 1988 tot 1991. De Kamer van volksvertegenwoordigers telde toen nog 212 leden.  Het federale kiesstelsel is gebaseerd op algemeen enkelvoudig stemrecht voor alle Belgen van 18 jaar en ouder, volgens een systeem van evenredige vertegenwoordiging op basis van de Methode-D'Hondt, gecombineerd met een districtenstelsel.
De 47ste legislatuur van de Kamer van volksvertegenwoordigers liep van 5 januari 1988 tot 17 oktober 1991 en volgde uit de verkiezingen van 13 december 1987.
Tijdens deze legislatuur was de regering-Martens VIII in functie, die steunde op een meerderheid van christendemocraten (CVP/PSC), socialisten (SP/PS) en de Volksunie. De oppositie bestond dus uit PRL, PVV, Agalev, Ecolo, FDF/PPW en Vlaams Blok. Wanneer deze regering viel in september 1991 werd ze gevolgd door de regering-Martens IX en werden er in november 1991 vervroegde verkiezingen gehouden.

## Zittingen
In de 47ste zittingsperiode (1988-1991) vonden vijf zittingen plaats. Van rechtswege kwamen de Kamers ieder jaar bijeen op de tweede dinsdag van oktober.
| Zitting               | Opening         | Sluiting        |
| --------------------- | --------------- | --------------- |
| buitengewone zitting  | 5 januari 1988  | 10 oktober 1988 |
| 2de zitting 1988-1989 | 11 oktober 1988 | 9 oktober 1989  |
| 3de zitting 1989-1990 | 10 oktober 1989 | 8 oktober 1990  |
| 4de zitting 1990-1991 | 9 oktober 1990  | 7 oktober 1991  |
| 5de zitting 1991-1992 | 8 oktober 1991  | 18 oktober 1991 |

De Kamers werden van rechtswege ontbonden door de verklaring tot herziening van de Grondwet van 17 oktober 1991.

## Samenstelling
| Begin legislatuur (1988) | Begin legislatuur (1988) | Begin legislatuur (1988) | Einde legislatuur (1991) | Einde legislatuur (1991) | Einde legislatuur (1991) |
| Fractie                  | Fractie                  | Zetels                   | Fractie                  | Fractie                  | Zetels                   |
| ------------------------ | ------------------------ | ------------------------ | ------------------------ | ------------------------ | ------------------------ |
|                          | CVP                      | 43                       |                          | CVP                      | 43                       |
|                          | PS                       | 40                       |                          | PS                       | 40                       |
|                          | SP                       | 32                       |                          | SP                       | 30                       |
|                          | PVV                      | 25                       |                          | PVV                      | 25                       |
|                          | PRL                      | 23                       |                          | PRL                      | 23                       |
|                          | PSC                      | 18                       |                          | PSC                      | 18                       |
|                          | Volksunie                | 16                       |                          | Volksunie                | 16                       |
|                          | Agalev-Ecolo             | 9                        |                          | Agalev-Ecolo             | 9                        |
|                          | FDF/PPW                  | 3                        |                          | FDF/PPW                  | 3                        |
|                          | Vlaams Blok              | 2                        |                          | Onafhankelijk            | 3                        |
|                          | Onafhankelijk            | 1                        |                          | Vlaams Blok              | 2                        |

Wijzigingen in fractiesamenstelling:
- In 1989 stapt Victor Vanderheyden (SP) uit zijn partij en zetelt vanaf dan als onafhankelijke.
- In 1990 stapt Alfons Laridon (SP) uit zijn partij en zetelt vanaf dan als onafhankelijke.

## Lijst van de verkozenen
| Volksvertegenwoordiger       | Partij         | Kieskring                 | Taalgroep  | Opmerkingen |
| ---------------------------- | -------------- | ------------------------- | ---------- | --- |
| Jos Ansoms                   | CVP            | Antwerpen                 | Nederlands | |
| Georges Beerden              | CVP            | Hasselt                   | Nederlands | Secretaris van 21 april tot 13 juni 1988. |
| Félicien Bosmans             | CVP            | Brussel                   | Nederlands | |
| Jos Bosmans                  | CVP            | Leuven                    | Nederlands | |
| André Bourgeois              | CVP            | Roeselare-Tielt           | Nederlands | Ondervoorzitter tot 10 mei 1988 en secretaris vanaf 13 juni 1988. Bourgeois was tot 21 februari 1989 tevens voorzitter van de commissie Onderwijs, Wetenschapsbeleid en Cultuur. |
| Paul Breyne                  | CVP            | Ieper                     | Nederlands | Secretaris tot 3 februari 1988. |
| Frans Cauwenberghs           | CVP            | Antwerpen                 | Nederlands | |
| Daniël Coens                 | CVP            | Brugge                    | Nederlands | |
| Jean-Luc Dehaene             | CVP            | Brussel                   | Nederlands | |
| Paul De Keersmaeker          | CVP            | Brussel                   | Nederlands | |
| Wivina Demeester             | CVP            | Antwerpen                 | Nederlands | |
| Johan De Roo                 | CVP            | Gent-Eeklo                | Nederlands | |
| Emmanuel Desutter            | CVP            | Brugge                    | Nederlands | Quaestor. |
| Luc Dhoore                   | CVP            | Hasselt                   | Nederlands | Quaestor tot 13 juni 1988 en vanaf 10 mei 1988 voorzitter van de CVP-fractie. |
| Jos Dupré                    | CVP            | Turnhout                  | Nederlands | |
| Mark Eyskens                 | CVP            | Leuven                    | Nederlands | |
| Paul Hermans                 | CVP            | Mechelen                  | Nederlands | |
| Theo Kelchtermans            | CVP            | Tongeren-Maaseik          | Nederlands | |
| Mimi Kestelijn-Sierens       | CVP            | Brugge                    | Nederlands | |
| Jan Lenssens                 | CVP            | Dendermonde               | Nederlands | |
| Annie Leysen                 | CVP            | Turnhout                  | Nederlands | |
| Cyriel Marchand              | CVP            | Veurne-Diksmuide-Oostende | Nederlands | |
| Wilfried Martens             | CVP            | Gent-Eeklo                | Nederlands | |
| Trees Merckx-Van Goey        | CVP            | Leuven                    | Nederlands | |
| Chris Moors                  | CVP            | Tongeren-Maaseik          | Nederlands | |
| Lisette Nelis-Van Liedekerke | CVP            | Aalst                     | Nederlands | |
| Marc Olivier                 | CVP            | Kortrijk                  | Nederlands | Tot 21 februari 1989 voorzitter van de commissie Tewerkstelling en Sociaal Beleid en vanaf 21 februari 1989 voorzitter van de commissie Sociaal Beleid. |
| Freddy Sarens                | CVP            | Mechelen                  | Nederlands | |
| Miet Smet                    | CVP            | Sint-Niklaas              | Nederlands | |
| Stefaan De Clerck            | CVP            | Kortrijk                  | Nederlands | Vervangt vanaf 9 oktober 1990 Antoon Steverlynck, die op pensioen gaat. |
| Paul Dumez                   | CVP            | Antwerpen                 | Nederlands | Vervangt vanaf 27 juli 1989 Leo Tindemans, die lid wordt van het Europees Parlement. |
| René Uyttendaele             | CVP            | Dendermonde               | Nederlands | |
| Edgard Vandebosch            | CVP            | Hasselt                   | Nederlands | |
| Luc Van den Brande           | CVP            | Mechelen                  | Nederlands | Voorzitter van de CVP-fractie tot 9 mei 1988. |
| Johan Van Hecke              | CVP            | Gent-Eeklo                | Nederlands | |
| Erik Vankeirsbilck           | CVP            | Roeselare-Tielt           | Nederlands | Parlementsvoorzitter tot 9 mei 1988 en ondervoorzitter vanaf 11 mei 1988. Vankeirsbilck was tot 21 februari 1989 tevens voorzitter van de commissie Bedrijfsleven en vanaf 21 februari 1989 voorzitter van de commissie Bedrijfsleven en Wetenschapsbeleid. |
| Jef Van Looy                 | CVP            | Turnhout                  | Nederlands | |
| Tony Van Parys               | CVP            | Gent-Eeklo                | Nederlands | |
| Marc Van Peel                | CVP            | Antwerpen                 | Nederlands | |
| Hugo Van Rompaey             | CVP            | Turnhout                  | Nederlands | |
| Eric Van Rompuy              | CVP            | Brussel                   | Nederlands | |
| Hubert Van Wambeke           | CVP            | Aalst                     | Nederlands | Quaestor vanaf 13 juni 1988. |
| Hugo Weckx                   | CVP            | Brussel                   | Nederlands | |
| Bernard Anselme              | PS             | Namen                     | Frans      | |
| André Baudson                | PS             | Charleroi                 | Frans      | Tot 18 januari 1989 ondervoorzitter en voorzitter van de commissie Infrastructuur. |
| Yvon Biefnot                 | PS             | Bergen                    | Frans      | |
| Colette Burgeon              | PS             | Zinnik                    | Frans      | |
| Willy Burgeon                | PS             | Thuin                     | Frans      | |
| Philippe Busquin             | PS             | Charleroi                 | Frans      | |
| Guy Charlier                 | PS             | Neufchâteau-Virton        | Frans      | |
| Guy Coëme                    | PS             | Hoei-Borgworm             | Frans      | |
| Jacques Collart              | PS             | Charleroi                 | Frans      | |
| Jean-Marie Léonard           | PS             | Luik                      | Frans      | Vervangt vanaf 9 mei 1990 André Cools, die besluit om zich voltijds bezig te houden met het burgemeesterschap van Flémalle. |
| Michel Daerden               | PS             | Luik                      | Frans      | |
| Léon Defosset                | PS             | Brussel                   | Frans      | Overlijdt op 25 september 1991, maar wordt niet meer vervangen. |
| Yvan Mayeur                  | PS             | Brussel                   | Frans      | Vervangt vanaf 2 februari 1989 André Degroeve, die provinciegouverneur van Brabant wordt. Degroeve was voorzitter van de PS-fractie van 10 mei 1988 tot 2 februari 1989. |
| Roger Delizée                | PS             | Dinant-Philippeville      | Frans      | |
| Robert Denison               | PS             | Namen                     | Frans      | Quaestor. |
| Sébastien De Raet            | PS             | Brussel                   | Frans      | |
| Didier Donfut                | PS             | Bergen                    | Frans      | Vervangt vanaf 27 juli 1989 Elio Di Rupo, die lid wordt van het Europees Parlement. |
| François Dufour              | PS             | Doornik-Aat-Moeskroen     | Frans      | |
| Claude Eerdekens             | PS             | Namen                     | Frans      | Voorzitter van de PS-fractie vanaf 21 februari 1989. |
| Valmy Féaux                  | PS             | Nijvel                    | Frans      | |
| Gil Gilles                   | PS             | Namen                     | Frans      | |
| Jean-Marie Happart           | PS             | Verviers                  | Frans      | |
| Marc Harmegnies              | PS             | Charleroi                 | Frans      | |
| Yvon Harmegnies              | PS             | Bergen                    | Frans      | Secretaris. |
| Jean-Pol Henry               | PS             | Charleroi                 | Frans      | |
| Charles Janssens             | PS             | Luik                      | Frans      | |
| Jacques Leroy                | PS             | Doornik-Aat-Moeskroen     | Frans      | |
| Jean Mottard                 | PS             | Luik                      | Frans      | Ondervoorzitter vanaf 23 februari 1989. Mottard is tevens voorzitter van de commissie Justitie. |
| Philippe Moureaux            | PS             | Brussel                   | Frans      | |
| Laurette Onkelinx            | PS             | Luik                      | Frans      | |
| Jean-Pierre Perdieu          | PS             | Doornik-Aat-Moeskroen     | Frans      | Quaestor. |
| Viviane Jacobs               | PS             | Brussel                   | Frans      | Vervangt vanaf 1 februari 1990 Charles Picqué, die het ministerschap in de Brusselse Hoofdstedelijke Regering niet meer wil combineren met het mandaat van volksvertegenwoordiger. |
| Jacques Santkin              | PS             | Aarlen-Marche-Bastenaken  | Frans      | |
| Pierre Tasset                | PS             | Luik                      | Frans      | |
| Eric Tomas                   | PS             | Brussel                   | Frans      | Vanaf 2 februari 1989 voorzitter van de commissie Infrastructuur. |
| Robert Urbain                | PS             | Bergen                    | Frans      | |
| Jean-Paul Vancrombruggen     | PS             | Zinnik                    | Frans      | |
| Alain Van der Biest          | PS             | Luik                      | Frans      | Voorzitter van de PS-fractie tot 9 mei 1988. |
| Léon Walry                   | PS             | Nijvel                    | Frans      | |
| Yvan Ylieff                  | PS             | Verviers                  | Frans      | |
| Eddy Baldewijns              | SP             | Hasselt                   | Nederlands | Secretaris tot 26 oktober 1988 en quaestor vanaf 26 oktober 1988. Baldewijns is tevens voorzitter van de commissie Landbouw en Middenstand. |
| Aloïs Beckers                | SP             | Turnhout                  | Nederlands | |
| Gilbert Bossuyt              | SP             | Kortrijk                  | Nederlands | Secretaris tot 27 april 1989 en vanaf 27 april 1989 ondervoorzitter en voorzitter van de commissie Binnenlandse Zaken, Algemene Zaken, Onderwijs en Openbaar Ambt. |
| Pierre Chevalier             | SP             | Brugge                    | Nederlands | Voorzitter van de SP-fractie van 10 mei tot 18 oktober 1988. |
| Willy Claes                  | SP             | Hasselt                   | Nederlands | |
| Marcel Colla                 | SP             | Antwerpen                 | Nederlands | |
| Fred Dielens                 | SP             | Brussel                   | Nederlands | Vervangt vanaf 10 oktober 1989 Edgard Coppens, die op pensioen gaat. |
| Norbert De Batselier         | SP             | Dendermonde               | Nederlands | |
| Magda De Meyer               | SP             | Sint-Niklaas              | Nederlands | |
| Erik Derycke                 | SP             | Kortrijk                  | Nederlands | |
| Leona Detiège                | SP             | Antwerpen                 | Nederlands | |
| Annie Duroi-Vanhelmont       | SP             | Leuven                    | Nederlands | |
| Dirk Van der Maelen          | SP             | Aalst                     | Nederlands | Vervangt vanaf 27 juli 1989 Marc Galle, die lid wordt van het Europees Parlement. |
| Marcel Gesquière             | SP             | Veurne-Diksmuide-Oostende | Nederlands | |
| Lode Hancké                  | SP             | Antwerpen                 | Nederlands | |
| Alfons Laridon               | SP             | Veurne-Diksmuide-Oostende | Nederlands | Zetelt vanaf 26 september 1990 als onafhankelijke. Laridon was secretaris van 26 oktober 1988 tot 10 oktober 1990. |
| Olga Lefeber                 | SP             | Antwerpen                 | Nederlands | |
| Vic Peuskens                 | SP             | Tongeren-Maaseik          | Nederlands | Secretaris vanaf 27 april 1989. |
| Jef Sleeckx                  | SP             | Turnhout                  | Nederlands | Secretaris vanaf 10 oktober 1990. |
| Carlos Lisabeth              | SP             | Gent-Eeklo                | Nederlands | Vervangt vanaf 27 april 1989 Gilbert Temmerman, die burgemeester van Gent wordt. Temmerman was ondervoorzitter tot 23 april 1989, tot 21 februari 1989 voorzitter van de commissie Binnenlandse Zaken, Algemene Zaken en Openbaar Ambt en van 21 februari tot 23 april 1989 voorzitter van de commissie Binnenlandse Zaken, Algemene Zaken, Onderwijs en Openbaar Ambt. |
| Jacques Timmermans           | SP             | Aalst                     | Nederlands | |
| Louis Tobback                | SP             | Leuven                    | Nederlands | Voorzitter van de SP-fractie tot 9 mei 1988. |
| Luc Van den Bossche          | SP             | Gent-Eeklo                | Nederlands | |
| Frank Vandenbroucke          | SP             | Leuven                    | Nederlands | Voorzitter van de SP-fractie van 26 oktober 1988 tot 14 januari 1989. |
| Victor Vanderheyden          | SP             | Brussel                   | Nederlands | Zetelt vanaf 10 oktober 1989 als onafhankelijke. |
| Jean Van der Sande           | SP             | Mechelen                  | Nederlands | |
| Marcel Bartholomeeussen      | SP             | Antwerpen                 | Nederlands | Vervangt vanaf 4 januari 1989 Jos Van Elewyck, die schepen van Antwerpen wordt. |
| Leo Peeters                  | SP             | Brussel                   | Nederlands | Vervangt vanaf 6 januari 1989 Karel Van Miert, die toetreedt tot de Europese Commissie. |
| Patrick Hostekint            | SP             | Roeselare-Tielt           | Nederlands | Vervangt vanaf 2 oktober 1991 Roger Van Steenkiste, die op pensioen gaat. |
| Louis Vanvelthoven           | SP             | Tongeren-Maaseik          | Nederlands | Quaestor tot 26 oktober 1988. |
| Jan Verheyden                | SP             | Hasselt                   | Nederlands | |
| Freddy Willockx              | SP             | Sint-Niklaas              | Nederlands | Voorzitter van de SP-fractie vanaf 26 januari 1989. |
| Peter Berben                 | PVV            | Tongeren-Maaseik          | Nederlands | |
| Ward Beysen                  | PVV            | Antwerpen                 | Nederlands | Voorzitter van de PVV-fractie tot 3 februari 1988. |
| Louis Bril                   | PVV            | Roeselare-Tielt           | Nederlands | |
| Willy Cortois                | PVV            | Brussel                   | Nederlands | Voorzitter van de PVV-fractie vanaf 24 februari 1988. |
| Rik Daems                    | PVV            | Leuven                    | Nederlands | |
| Marcel Decoster              | PVV            | Veurne-Diksmuide-Oostende | Nederlands | |
| Herman De Croo               | PVV            | Oudenaarde                | Nederlands | |
| Etienne de Groot             | PVV            | Antwerpen                 | Nederlands | Voorzitter van de commissie Volksgezondheid en Gezin. |
| André Denys                  | PVV            | Gent-Eeklo                | Nederlands | |
| Roland Deswaene              | PVV            | Gent-Eeklo                | Nederlands | |
| Jacques Devolder             | PVV            | Brugge                    | Nederlands | |
| Patrick Dewael               | PVV            | Tongeren-Maaseik          | Nederlands | |
| Emile Flamant                | PVV            | Gent-Eeklo                | Nederlands | Ondervoorzitter. |
| André Kempinaire             | PVV            | Kortrijk                  | Nederlands | |
| Marc Mahieu                  | PVV            | Ieper                     | Nederlands | |
| Annemie Neyts                | PVV            | Brussel                   | Nederlands | |
| Willy Taelman                | PVV            | Turnhout                  | Nederlands | Quaestor. |
| Paul Vandermeulen            | PVV            | Leuven                    | Nederlands | |
| Maurice Vanhoutte            | PVV            | Mechelen                  | Nederlands | |
| Dirk Van Mechelen            | PVV            | Antwerpen                 | Nederlands | |
| Willy Van Renterghem         | PVV            | Aalst                     | Nederlands | |
| Frans Verberckmoes           | PVV            | Dendermonde               | Nederlands | Secretaris. |
| Guy Verhofstadt              | PVV            | Gent-Eeklo                | Nederlands | |
| Francis Vermeiren            | PVV            | Brussel                   | Nederlands | |
| Alfred Vreven                | PVV            | Hasselt                   | Nederlands | |
| André Bertouille             | PRL            | Doornik-Aat-Moeskroen     | Frans      | Quaestor. |
| Charles Cornet d'Elzius      | PRL            | Dinant-Philippeville      | Frans      | |
| André Damseaux               | PRL            | Verviers                  | Frans      | Tot 10 mei 1988 voorzitter van de commissie Buitenlandse Betrekkingen. |
| Armand De Decker             | PRL            | Brussel                   | Frans      | Secretaris tot 21 april 1988. |
| Eric van Weddingen           | PRL            | Brussel                   | Frans      | Vervangt vanaf 27 juli 1989 François-Xavier de Donnea, die lid wordt van het Europees Parlement. |
| Michel Foret                 | PRL            | Luik                      | Frans      | Vervangt vanaf 27 juli 1989 Jean Defraigne, die lid wordt van het Europees Parlement. |
| Denis D'hondt                | PRL            | Doornik-Aat-Moeskroen     | Frans      | Secretaris vanaf 21 april 1988. |
| Willem Draps                 | PRL            | Brussel                   | Frans      | |
| André Dubois                 | PRL            | Zinnik                    | Frans      | |
| Daniel Ducarme               | PRL            | Thuin                     | Frans      | |
| Jean Gol                     | PRL            | Luik                      | Frans      | Vanaf 11 mei 1988 ondervoorzitter en voorzitter van de commissie Buitenlandse Betrekkingen. |
| Etienne Bertrand             | PRL            | Thuin                     | Frans      | Vervangt vanaf 9 oktober 1990 Paul Henrotin, die uit de politiek stapt. |
| Pierre Hazette               | PRL            | Hoei-Borgworm             | Frans      | |
| Edouard Klein                | PRL            | Brussel                   | Frans      | |
| Etienne Knoops               | PRL            | Charleroi                 | Frans      | |
| Serge Kubla                  | PRL            | Nijvel                    | Frans      | Voorzitter van de PRL-fractie. |
| Louis Michel                 | PRL            | Nijvel                    | Frans      | |
| Georges Mundeleer            | PRL            | Brussel                   | Frans      | |
| Marcel Neven                 | PRL            | Luik                      | Frans      | |
| Roger Nols                   | PRL            | Brussel                   | Frans      | |
| Louis Olivier                | PRL            | Aarlen-Marche-Bastenaken  | Frans      | |
| Jacques Pivin                | PRL            | Brussel                   | Frans      | |
| Charles Poswick              | PRL            | Namen                     | Frans      | Voorzitter van de commissie Landsverdediging. |
| André Antoine                | PSC            | Nijvel                    | Frans      | Vervangt vanaf 6 januari 1988 Gérard Deprez, die verkiest om in het Europees Parlement te blijven zetelen. |
| Pierre Beaufays              | PSC            | Namen                     | Frans      | |
| Philippe Charlier            | PSC            | Charleroi                 | Frans      | |
| Anne-Marie Corbisier-Hagon   | PSC            | Charleroi                 | Frans      | |
| Jean-Pierre Detremmerie      | PSC            | Doornik-Aat-Moeskroen     | Frans      | |
| Albert Gehlen                | PSC            | Verviers                  | Frans      | Secretaris. |
| Ghislain Hiance              | PSC            | Luik                      | Frans      | Vervangt vanaf 11 oktober 1988 Paul-Henry Gendebien, die vertegenwoordiger van de Franstalige gemeenschap wordt en dus de nationale politiek verlaat. |
| Jean-Pierre Grafé            | PSC            | Luik                      | Frans      | |
| René Jérôme                  | PSC            | Zinnik                    | Frans      | Quaestor. |
| Philippe Laurent             | PSC            | Charleroi                 | Frans      | |
| Michel Lebrun                | PSC            | Dinant-Philippeville      | Frans      | Vanaf 10 mei 1988 voorzitter van de PSC-fractie. |
| Alfred Léonard               | PSC            | Hoei-Borgworm             | Frans      | |
| Albert Liénard               | PSC            | Bergen                    | Frans      | |
| Philippe Maystadt            | PSC            | Charleroi                 | Frans      | |
| Joseph Michel                | PSC            | Neufchâteau-Virton        | Frans      | Vanaf 10 mei 1988 voorzitter van de commissie Financiën. |
| Charles-Ferdinand Nothomb    | PSC            | Aarlen-Marche-Bastenaken  | Frans      | Ondervoorzitter tot 10 mei 1988 en parlementsvoorzitter vanaf 10 mei 1988. Nothomb was tot 10 mei 1988 tevens voorzitter van de commissie Financiën. |
| Jean-Louis Thys              | PSC            | Brussel                   | Frans      | |
| Melchior Wathelet            | PSC            | Verviers                  | Frans      | |
| Robert Hendrick              | Onafhankelijke | Brussel                   | Frans      | Werd als onafhankelijke verkozen op de PSC-lijst. |
| Vic Anciaux                  | Volksunie      | Brussel                   | Nederlands | |
| Frieda Brepoels              | Volksunie      | Tongeren-Maaseik          | Nederlands | |
| Herman Candries              | Volksunie      | Mechelen                  | Nederlands | Voorzitter van de Volksunie-fractie vanaf 10 oktober 1989. |
| Jan Caudron                  | Volksunie      | Aalst                     | Nederlands | |
| Hugo Coveliers               | Volksunie      | Antwerpen                 | Nederlands | Voorzitter van de Volksunie-fractie tot 10 oktober 1989 en vanaf 26 oktober 1988 voorzitter van de commissie belast inzake Handels- en Economisch Recht. |
| Jan Loones                   | Volksunie      | Veurne-Diksmuide-Oostende | Nederlands | Vervangt vanaf 4 januari 1989 Julien Desseyn, die burgemeester van Middelkerke wordt. |
| Jaak Gabriels                | Volksunie      | Tongeren-Maaseik          | Nederlands | |
| Herman Lauwers               | Volksunie      | Antwerpen                 | Nederlands | |
| Nelly Maes                   | Volksunie      | Sint-Niklaas              | Nederlands | Secretaris. |
| Jean-Pierre Pillaert         | Volksunie      | Roeselare-Tielt           | Nederlands | |
| Johan Sauwens                | Volksunie      | Hasselt                   | Nederlands | Tot 18 oktober 1988 voorzitter van de commissie belast inzake Handels- en Economisch Recht. |
| Hugo Schiltz                 | Volksunie      | Antwerpen                 | Nederlands | |
| Paul Vangansbeke             | Volksunie      | Kortrijk                  | Nederlands | |
| Paul Van Grembergen          | Volksunie      | Gent-Eeklo                | Nederlands | |
| Luk Vanhorenbeek             | Volksunie      | Leuven                    | Nederlands | |
| Etienne Van Vaerenbergh      | Volksunie      | Brussel                   | Nederlands | Vervangt vanaf 19 april 1990 de overleden Daan Vervaet. |
| Jozef Cuyvers                | Agalev         | Oudenaarde                | Nederlands | |
| Wilfried De Vlieghere        | Agalev         | Brussel                   | Nederlands | |
| Jos Geysels                  | Agalev         | Turnhout                  | Nederlands | |
| Hugo Van Dienderen           | Agalev         | Antwerpen                 | Nederlands | |
| Wilfried Van Durme           | Agalev         | Gent-Eeklo                | Nederlands | |
| Mieke Vogels                 | Agalev         | Antwerpen                 | Nederlands | Voorzitter van de Ecolo-Agalev-fractie vanaf 10 oktober 1989. |
| José Daras                   | Ecolo          | Luik                      | Frans      | Voorzitter van de Ecolo-Agalev-fractie tot 10 oktober 1989. |
| Henri Simons                 | Ecolo          | Brussel                   | Frans      | |
| Xavier Winkel                | Ecolo          | Brussel                   | Frans      | |
| Georges Clerfayt             | FDF/PPW        | Brussel                   | Frans      | Voorzitter van de FDF/PPW-fractie. |
| André Lagasse                | FDF/PPW        | Nijvel                    | Frans      | |
| Antoinette Spaak             | FDF/PPW        | Brussel                   | Frans      | |
| Gerolf Annemans              | Vlaams Blok    | Antwerpen                 | Nederlands | |
| Filip Dewinter               | Vlaams Blok    | Antwerpen                 | Nederlands | |

## Commissies
Op 17 maart 1988 werd een parlementaire onderzoekscommissie opgericht voor de studie van de draagwijdte, de oorzaken en de gevolgen van de mogelijke fraudeschandalen en van eventuele overtredingen op het non-proliferatieverdrag door het Studiecentrum voor Kernenergie (SCK) of aanverwante bedrijven (zie het Transnuklear-schandaal).
Op 21 april 1988 werd een parlementaire onderzoekscommissie opgericht belast met het onderzoek naar de wijze waarop de bestrijding van het banditisme en het terrorisme gebeurt.
Op 16 juni 1988 werd de parlementaire onderzoekscommissie van 9 april 1987 heropgericht, namelijk die belast met het onderzoek naar de Belgische leveringen van wapens en munitie aan landen die in een gewapend conflict verwikkeld zijn of waartegen een wapenembargo geldt (Iran-Contra-affaire).